# 鈴木宏子 (歌手)
鈴木 宏子（すずき ひろこ、1958年1月17日 - ）は、日本の女性歌手。代表作はアニメ『ベルサイユのばら』のOP曲『薔薇は美しく散る』。

## 人物
北海道函館市出身。音楽教師を目指して勉強していたがアマチュア歌手として活動していた中、ポリドールレコードにスカウトされてデビュー。
デビュー当時のインタビューにて「明るくてリズミカルな曲が得意」と語っている。

## 楽曲
- 薔薇は美しく散る（アニメ「ベルサイユのばら」オープニングテーマ）
- 愛の光と影（アニメ「ベルサイユのばら」エンディングテーマ）
- 私はとらわれびと（アニメ「ベルサイユのばら」挿入歌）
- 愛ゆえの哀しみ（アニメ「ベルサイユのばら」挿入歌） ※共演：田島令子